# Synstemon lulianlianus
Synstemon lulianlianus là một loài thực vật có hoa trong họ Cải. Loài này được Al-Shehbaz, T.Y. Cheo & G. Yang mô tả khoa học đầu tiên năm 2000.